# Citroën GS Camargue

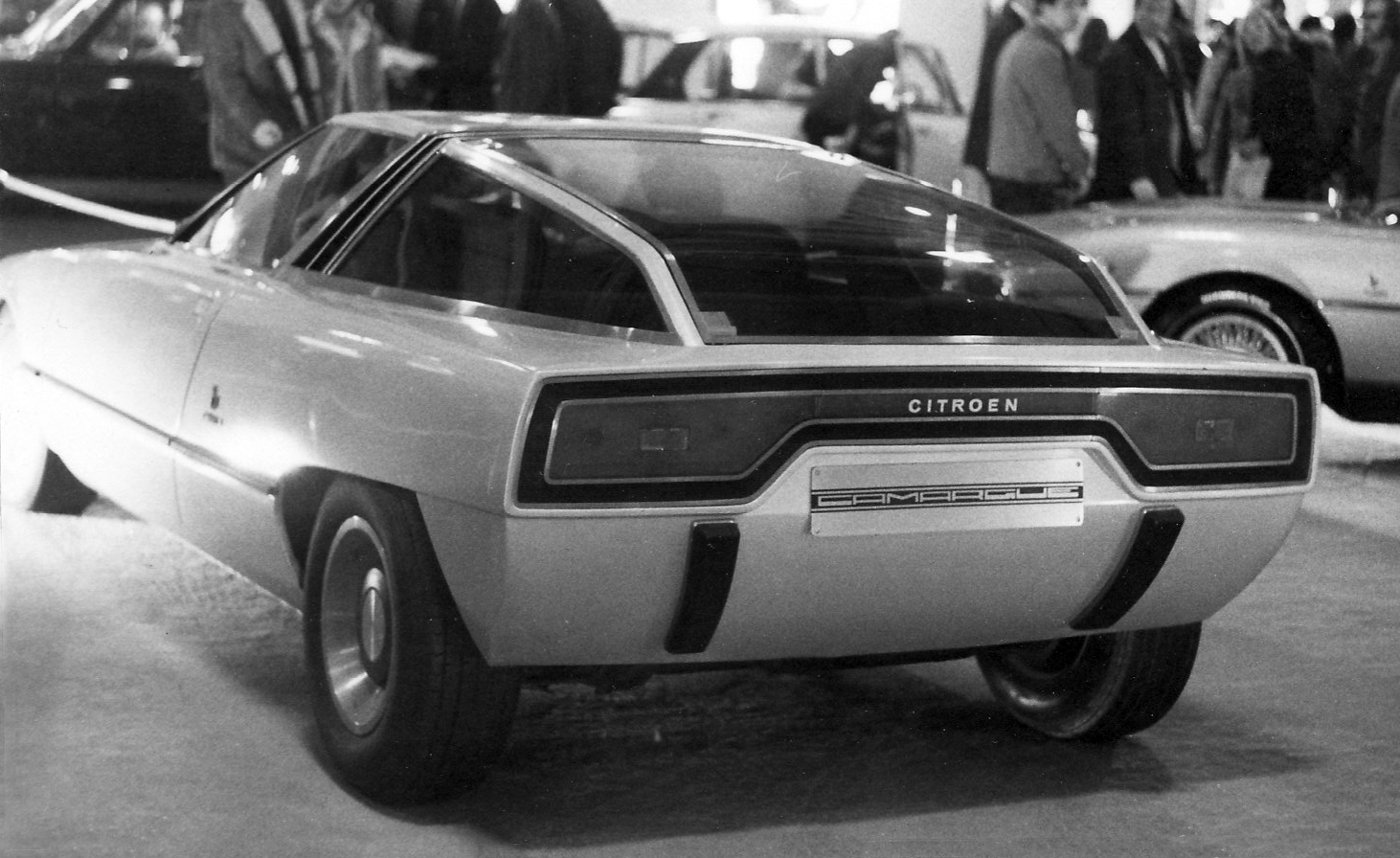
Heckansicht

Der GS Camargue war ein Konzeptfahrzeug, das Citroën 1972 auf dem Genfer Auto-Salon präsentierte.

## Beschreibung
Es handelte sich dabei um ein Coupé, das auf Basis des Citroën GS entstand. Das Design wurde von Bertone gestaltet. Das 2+2-sitzige Fahrzeug war die erste Zusammenarbeit zwischen Bertone und Citroën und mündete später in der Zusammenarbeit des GS-Nachfolgers Citroën BX.
Die technische Basis entsprach dem GS. Auch der Ottomotor mit 1015 cm³ Hubraum und 54 PS (40 kW) bei 6500/min sowie einem maximalen Drehmoment von 72 Nm bei 3500/min, das Getriebe, die Hydropneumatik als auch das Armaturenbrett entstammten dem GS.

## Abmessungen
Der Radstand beträgt 255 cm. Das Fahrzeug ist 412 cm lang, 168 cm breit und 115 cm hoch.